# Provinz Guarayos
Guarayos ist eine Provinz im nordwestlichen Teil des Departamento Santa Cruz im Tiefland des südamerikanischen Anden-Staates Bolivien.

## Lage
Die Provinz ist eine von fünfzehn Provinzen im Departamento Santa Cruz. Sie grenzt im Norden und Nordwesten an das Departamento Beni, im Südwesten an die Provinz Ichilo und die Provinz Obispo Santistevan, und im Süden und Osten an die Provinz Ñuflo de Chávez.
Sie erstreckt sich zwischen 13°58' und 16°30' südlicher Breite und 62°29' und 64°44' westlicher Länge, ihre Ost-West-Ausdehnung beträgt bis zu 320 Kilometer, ihre Nord-Süd-Ausdehnung etwa 380 Kilometer.

## Bevölkerung
Die Einwohnerzahl der Provinz Guarayos ist in den vergangenen drei Jahrzehnten auf mehr als das Dreifache angestiegen:
| Jahr | Einwohner | Quelle       |
| ---- | --------- | ------------ |
| 1992 | 17 697    | Volkszählung |
| 2001 | 31 577    | Volkszählung |
| 2012 | 48 301    | Volkszählung |
| 2024 | 57 744    | Volkszählung |

Teile der Provinz werden bewohnt von Guarayos-Volksstämmen, die hier seit dem Ende des 16. Jahrhunderts ihr Siedlungsgebiet haben.

## Gliederung
Die Provinz Guarayos gliederte sich bei der letzten Volkszählung von 2012 in die folgenden drei Municipios:
- 07-1501 Municipio Ascención de Guarayos – 34.002 Einwohner
- 07-1502 Municipio Urubichá – 6.528 Einwohner
- 07-1503 Municipio El Puente – 12.214 Einwohner

## Ortschaften in der Provinz Guarayos
- Municipio Ascención de Guarayos
  - Ascención de Guarayos 19.254 Einw. – San Pablo de Guarayos 1215 Einw. – Santa María de Guarayos 1027 Einw. – Nueva Jerusalén 838 Einw. – San Luis 629 Einw. – San Antonio del Junte 481 Einw. – Cerro Chico 334 Einw. – Cerro Grande 327 Einw.

- Municipio Urubichá
  - Urubichá 3848 Einw. – Yaguarú 2430 Einw. – Misión Salvatierra 210 Einw.

- Municipio El Puente
  - El Puente 2379 Einw. – Yotaú 2007 Einw. – El Carmen Nucleo 53 621 Einw. – 10 de Noviembre-El Puente 368 Einw. – Nueva Ascención 351 Einw.